# Cis boxi
Cis boxi là một loài bọ cánh cứng trong họ Ciidae. Loài này được Pic miêu tả khoa học năm 1930.